# Lac Winnebago
Pour les articles homonymes, voir Lake Winnebago.
Le lac Winnebago est un grand lac situé à l'est du Wisconsin aux États-Unis.

## Géographie
Il fait environ 50 km sur 16 km, sa surface est de 557 km2, ce qui en fait le plus grand lac (situé entièrement sur le territoire) du Wisconsin. Sa profondeur moyenne est de 4,7 mètres et sa profondeur maximum de 6,4 mètres.
Le lac Winnebago a deux affluents primaires, la Wolf et la Fox. Il est traversé par la Fox qui coule vers le nord en direction de Green Bay.
Les villes situées sur ses rives sont Oshkosh, Fond du Lac, Neenah et Menasha.
44° 02′ 14″ N, 88° 27′ 02″ O : vue satellite du lac Winnebago.

## Histoire
Le lac est un vestige du lac Oshkosh d'origine glaciaire, environ 12 000 ans plus tôt. La glace empêcha l'eau de rejoindre le Lac Michigan à Green Bay.
L'escarpement du Niagara n'est qu'à quelques kilomètres à l'est du lac. La roche ordovicienne plus tendre qui se trouve sous le lac s'éroda et la roche silurienne plus dure sur son pourtour forma le bassin du lac.

## Écluses et barrages
Le lac Winnebago est un lac naturel mais son niveau fut accru par deux barrages construits en 1850. Le niveau du lac est aujourd'hui régulé par le Corps des ingénieurs de l’armée des États-Unis.
Un système de dix-sept écluses relie le lac Winnebago au lac Michigan. Ces écluses sont situées sur le cours de la Fox. La première à la pointe Nord-Ouest du lac Winnebago dans la ville de Menasha et la dernière à Green Bay.